# Équipe cycliste Airtox-Carl Ras
L'équipe cycliste Airtox-Carl Ras est une équipe cycliste danoise, créée en 2020 et ayant le statut d'équipe continentale depuis 2021.

## Principales victoires

### Courses d'un jour
- Himmerland Rundt : 2021 (Mathias Larsen)
- Scandinavian Race Uppsala : 2022 (Rasmus Bøgh Wallin)
- Lillehammer GP : 2022 (Magnus Bak Klaris) et 2023 (Christian Lindquist)
- Arno Wallaard Memorial : 2023 (Rasmus Bøgh Wallin)
- Grand Prix Rik Van Looy : 2023 (Rasmus Bøgh Wallin)
- Ronde van de Achterhoek : 2024 (Stian Rosenlund)

### Courses par étapes
- Okolo Jižních Čech : 2022 (Rasmus Bøgh Wallin)
- Tour d'Estonie : 2023 (Rasmus Bøgh Wallin)
- Tour d'Istanbul : 2023 (Gustav Wang)
- Tour de Lituanie : 2024 (Mads Andersen)

### Championnats nationaux
- Championnats du Danemark sur route : 1
  - Contre-la-montre espoirs : 2024 (Gustav Wang)

## Classements UCI
L'équipe participe aux épreuves des circuits continentaux et en particulier de l'UCI Europe Tour. Les tableaux ci-dessous présentent les classements de l'équipe sur les différents circuits, ainsi que son meilleur coureur au classement individuel.
UCI Europe Tour
| UCI Europe Tour | UCI Europe Tour        | UCI Europe Tour                           | UCI Europe Tour |
| Année           | Classement par équipes | Meilleur coureur au classement individuel |                 |
| --------------- | ---------------------- | ----------------------------------------- | --------------- |
| 2021            | 87e                    | Mathias Larsen (720e)                     |                 |
| 2022            | 51e                    | Rasmus Bøgh Wallin (348e)                 |                 |
| 2023            | 21e                    | Rasmus Bøgh Wallin (213e)                 |                 |
|                 |                        |                                           |                 |
| Source : UCI    |                        |                                           |                 |

L'équipe est également classée au Classement mondial UCI qui prend en compte toutes les épreuves UCI et concerne toutes les équipes UCI.
| Classement mondial | Classement mondial     | Classement mondial                        | Classement mondial |
| Année              | Classement par équipes | Meilleur coureur au classement individuel |                    |
| ------------------ | ---------------------- | ----------------------------------------- | ------------------ |
| 2021               | 146e                   | Mathias Larsen (959e)                     |                    |
| 2022               | 92e                    | Rasmus Bøgh Wallin (436e)                 |                    |
| 2023               | 47e                    | Rasmus Bøgh Wallin (263e)                 |                    |
| 2024               | 65e                    | Daniel Stampe (624e)                      |                    |
|                    |                        |                                           |                    |
| Source : UCI       |                        |                                           |                    |

## Airtox-Carl Ras en 2025
Effectif
| Effectif 2025                        | Effectif 2025     | Effectif 2025       | Effectif 2025                              |
| Cycliste                             | Date de naissance | Pays                | Équipe précédente                          |
| ------------------------------------ | ----------------- | ------------------- | ------------------------------------------ |
| Hugo Rishøj                          | 14 mai 2006       | Royaume du Danemark | Tscherning Cycling Academy (2024)          |
| Sebastian Brandt Christiansen        | 7 décembre 2006   | Royaume du Danemark | Team Uno-X-Carl Ras Roskilde Junior (2024) |
| Alfred Kongstad                      | 9 novembre 2005   | Royaume du Danemark | CO:PLAY-Giant Store (2024)                 |
| Lucas Toftemark                      | 10 juillet 2004   | Royaume du Danemark | CO:PLAY-Giant Store (2024)                 |
| Matias Malmberg                      | 31 août 2000      | Danemark            | Maloja Pushbikers (2024)                   |
| Nikolaj Mengel                       | 9 mars 2002       | Danemark            | ColoQuick (2024)                           |
| Mathias Larsen                       | 2 mai 1999        | Danemark            | Kometa-Xstra (2020)                        |
| Stian Rosenlund Richter              | 4 avril 2002      | Danemark            | BHS-PL Beton Bornholm (2022)               |
| Frederik Bjørn Sørensen              | 18 mai 2003       | Danemark            | ColoQuick (2023)                           |
| Mads Andersen                        | 27 novembre 2000  | Danemark            | ColoQuick (2023)                           |
| Oliver Søndergaard                   | 19 juin 2003      | Danemark            | ColoQuick (2023)                           |
| Magnus Bak Klaris                    | 23 janvier 1996   | Danemark            | CO:PLAY-Giant (2021)                       |
| Alexander Arnt Hansen                | 13 mai 2003       | Danemark            | Team NPV-Carl Ras Roskilde Junior (2021)   |
| Jakob Egholm                         | 27 avril 1998     | Danemark            | Trek-Segafredo (2022)                      |
| Emil Nymand Nielsen (1 mars–31 déc.) | 13 avril 2006     | Danemark            | Holte MTB Klub (2024)                      |
|                                      |                   |                     |                                            |
| Source : ProCyclingStats             |                   |                     |                                            |

Victoires
| Victoires | Victoires                                      | Victoires | Victoires | Victoires             | Victoires |
| Date      | Course                                         | Pays      | Classe    | Vainqueur             |           |
| --------- | ---------------------------------------------- | --------- | --------- | --------------------- | --------- |
| 2 mars    | Classement général, Visit South Aegean Islands | Grèce     | 2.2       | Alexander Arnt Hansen |           |